# Hanguanaceae
Hanguanaceae – monotypowa rodzina roślin jednoliściennych z pojedynczym rodzajem Hanguana Blume in Enum. Pl. Javae 15. Oct-Dec 1827 (syn. Susum Blume). Należy tu 10 gatunków występujących na wyspie Cejlon, w Azji południowo-wschodniej sięgając do północnej Australii i wysp Palau. Gatunkiem typowym jest H. kassintu Blume. Są to rośliny lądowe i wodne, występujące na mokradłach, wzdłuż brzegów rzek i jezior, czasem tworzące pływające wyspy. Hanguana malayana ma jadalne łodygi, ale spożywane są rzadko.

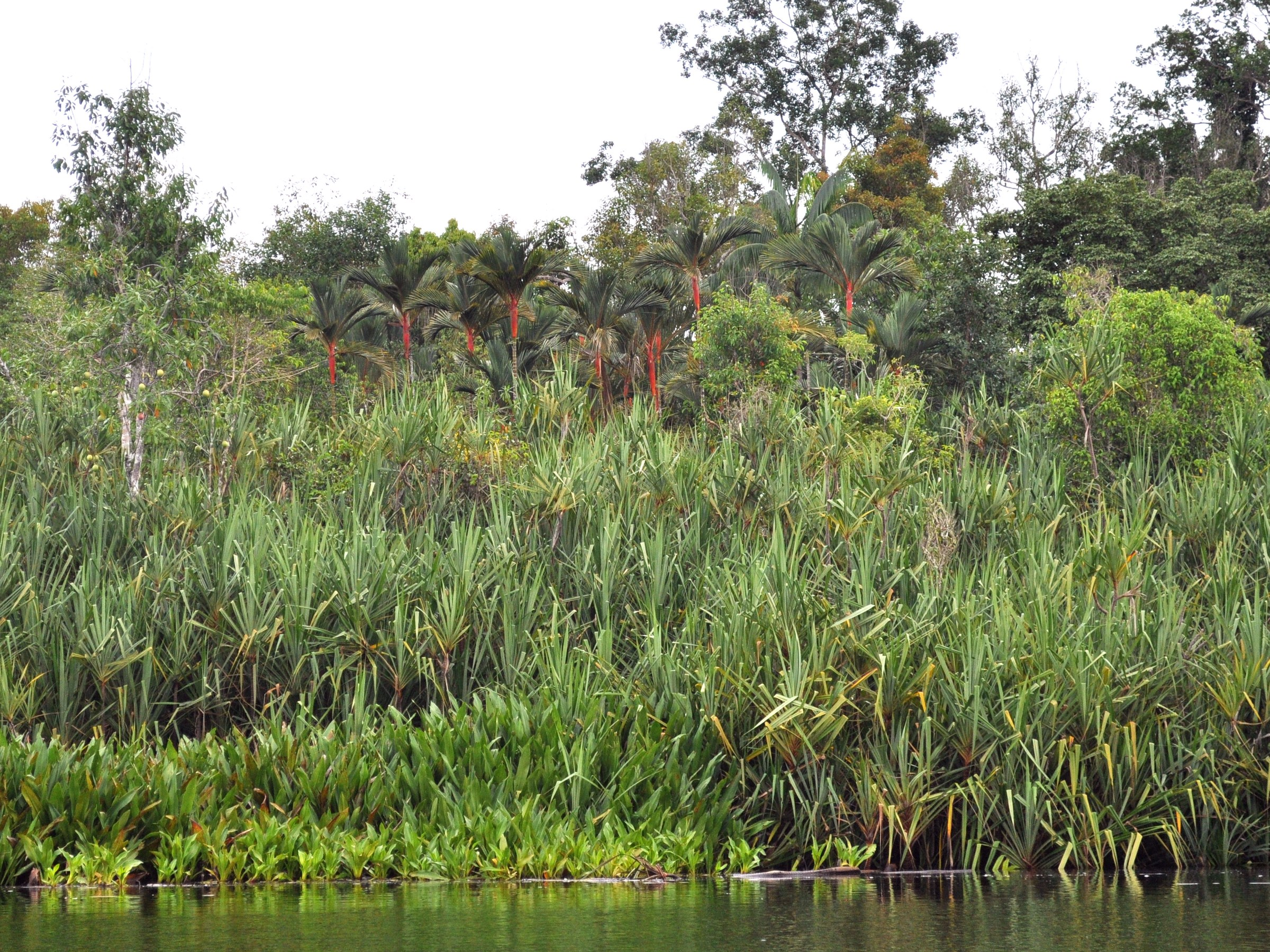
Siedlisko H. malayana (nad wodą, po lewej stronie)

## Morfologia
PokrójSilnie rosnące rośliny zielne, za młodu okryte rozgałęzionymi włoskami. Z płożącego lub unoszącego się na wodzie kłącza wyrastają liście i prosto wzniesione łodygi.
LiścieWyrastają skrętolegle z kłącza obejmując je otwartymi pochwami liściowymi. Blaszka z wyraźnym nerwem środkowym i licznymi nerwami równoległymi oraz poprzecznymi wiązkami przewodzącymi, zwinięta w pąku. W dolnej części zwężona w ogonek liściowy, w górnej blaszka pojedyncza, lancetowata do równowąskiej.
KwiatyRośliny dwupienne. Niepozorne, drobne, siedzące, zebrane są w rozgałęziające się kłosy. Kwiaty o symetrii promienistej. Okwiat składa się z dwóch okółków, a każdy z nich z listków zrastających się nasadami. Wewnętrzny okółek ma listki większe i kapturkowate. Kwiaty męskie zawierają 6 pręcików o nitkach rozszerzonych u nasady. Ich pylniki otwierają się podłużnymi pęknięciami. Słupek otoczony jest dyskowatą strukturą i zawiera szczątkową zalążnię. W kwiatach żeńskich występuje 6 prątniczków, czasem bardzo zredukowanych, a w pozycji centralnej górna zalążnia trójkomorowa.
OwoceJedno- lub trójnasienne jagody.

## Systematyka
Pozycja systematyczna według Angiosperm Phylogeny Website (aktualizowany system APG IV z 2016)
Klad okrytonasienne, klad jednoliścienne (monocots), rząd komelinowce (Commelinales), rodzina Hanguanaceae. Rodzina Hanguanaceae jest siostrzaną dla komelinowatych (Commelinaceae), wraz z którą tworzy klad bazalny w obrębie rzędu.
Pozycja rodziny w rzędzie komelinowców:
|  | Commelinaceae – komelinowate |
|  |                              |
|  | Hanguanaceae                 |
|  |                              |

|  | Philydraceae                                                                                   |
|  |                                                                                                |
|  | \| \| Haemodoraceae – hemodorowate \| \| \| \| \| \| Pontederiaceae – rozpławowate \| \| \| \| |
|  |                                                                                                |
|  | Haemodoraceae – hemodorowate                                                                   |
|  |                                                                                                |
|  | Pontederiaceae – rozpławowate                                                                  |
|  |                                                                                                |

|  | Haemodoraceae – hemodorowate  |
|  |                               |
|  | Pontederiaceae – rozpławowate |
|  |                               |

|  | Commelinaceae – komelinowate |
|  |                              |
|  | Hanguanaceae                 |
|  |                              |

|  | Philydraceae                                                                                   |
|  |                                                                                                |
|  | \| \| Haemodoraceae – hemodorowate \| \| \| \| \| \| Pontederiaceae – rozpławowate \| \| \| \| |
|  |                                                                                                |
|  | Haemodoraceae – hemodorowate                                                                   |
|  |                                                                                                |
|  | Pontederiaceae – rozpławowate                                                                  |
|  |                                                                                                |

|  | Haemodoraceae – hemodorowate  |
|  |                               |
|  | Pontederiaceae – rozpławowate |
|  |                               |

Podział
- rodzaj: Hanguana Blume
  - Hanguana bakoensis Siti Nurfazilah, Sofiman Othman & P.C.Boyce
  - Hanguana bogneri Tillich & E.Sill
  - Hanguana exultans Siti Nurfazilah, Mohd Fahmi, Sofiman Othman & P.C.Boyce
  - Hanguana kassintu Blume
  - Hanguana major Airy Shaw
  - Hanguana malayana (Jack) Merr.
  - Hanguana nitens Siti Nurfazilah, Mohd Fahmi, Sofiman Othman & P.C.Boyce
  - Hanguana pantiensis Siti Nurfazilah, Mohd Fahmi, Sofiman Othman & P.C.Boyce
  - Hanguana podzolica Siti Nurfazilah, Mohd Fahmi, Sofiman Othman & P.C.Boyce
  - Hanguana stenopoda Siti Nurfazilah, Mohd Fahmi, Sofiman Othman & P.C.Boyce